# Crassispira incrassata
Crassispira incrassata är en snäckart som först beskrevs av Sowerby 1834.  Crassispira incrassata ingår i släktet Crassispira och familjen Turridae. Inga underarter finns listade i Catalogue of Life.

## Bildgalleri

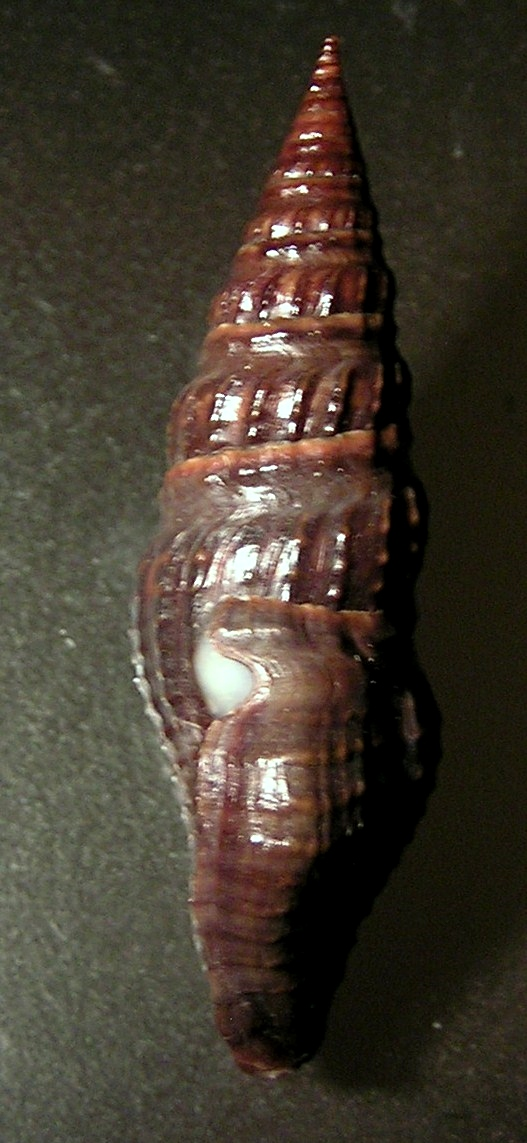
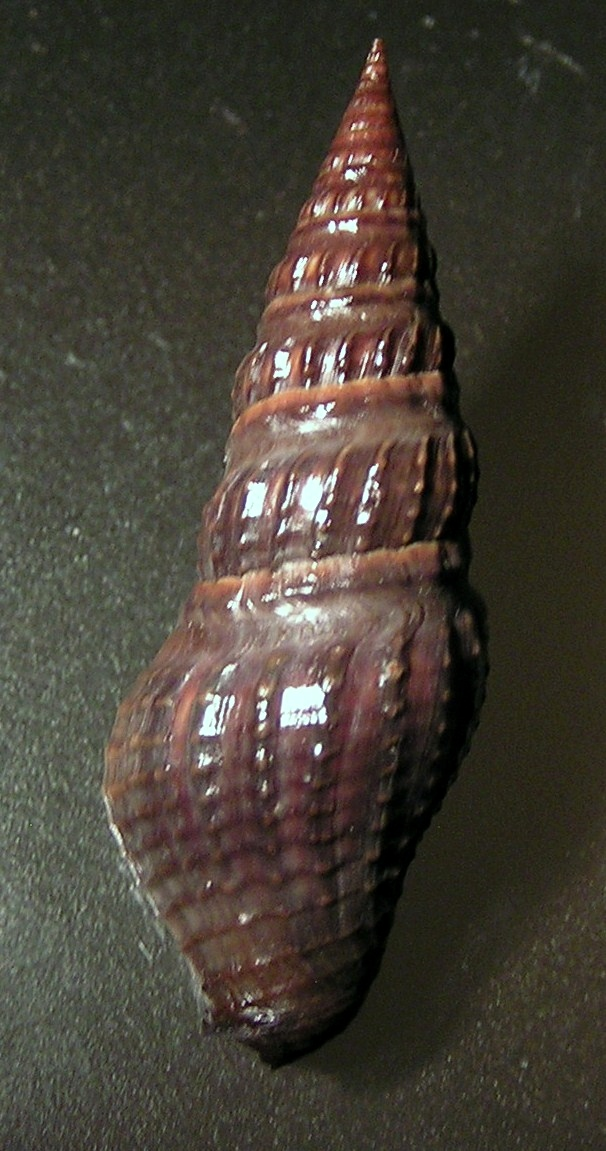